# Eupalamus andersoni
Eupalamus andersoni là một loài tò vò trong họ Ichneumonidae.